# Michael Köhler (duchowny)
Michael Köhler (ur. 30 października 1897 w Johannes Stal koło Tyraspola, zm. 1983 we Frunze) – niemiecki ksiądz katolicki.

## Życiorys
Urodził się w rodzinie niemieckiej. Studiował początkowo w seminarium duchownym w Saratowie, a potem w Odessie (od 1918). 21 maja 1922 otrzymał święcenia kapłańskie (od emerytowanego biskupa Antona Zerra), po czym rozpoczął pracę w dekanacie Nikołajewsk (gubernia chersońska). Od 1923 do 1934 był administratorem parafii Speier tego dekanatu. Aresztowano go w 1934 i zesłano na wschód, gdzie pełnił tajną posługę wśród zesłańców. Przebywał m.in. w Karagandzie. Po 1945 pracował jako robotnik budowlany na terenie Kazachstanu (początkowo jako więzień, a potem jako osoba wolna). W 1957 był do Taińczy, gdzie uczestniczył w poświęceniu kaplicy, którą potem sowieci zamknęli. Po przejściu na emeryturę osiadł najpierw w Nowosybirsku, by następnie przeprowadzić się do Frunze (obecnego Biszkeku). 14 lipca 1967 lub 1969 został zarejestrowany przez władze sowieckie jako duszpasterz i posługiwał w otwartej wówczas kaplicy katolickiej (pierwszej na terenie sowieckiego Kirgistanu), która podlegała ordynariatowi arcybiskupstwa ryskiego. Pracował głównie wśród Niemców deportowanych z kolonii rosyjskich w latach 1940–1941. Bywał w Kazachstanie (Kustanaj, Makinsk, Kellerowka – w tej ostatniej miejscowości w 1974 przeprowadził tajny chrzest). Zmarł jako ostatni kapłan należący do diecezji tyraspolskiej. Mimo nacisków ze strony NKWD nie zdecydował się na współpracę z sowietami.